# Ender Magnolia: Bloom in the Mist
Ender Magnolia: Bloom in the Mist est un jeu vidéo de genre Metroidvania, sorti en 2025. Il est développé par Adglobe et Live Wire et publié par Binary Haze Interactive. Il est sorti en accès anticipé sur Microsoft Windows le 25 mars 2024 et sa version complète est arrivée le 22 janvier 2025. 
Ender Magnolia est la suite du jeu précédent des développeurs Ender Lilies : Quietus of the Knights, qui se déroule dans le même univers.
Dans Ender Magnolia, la protagoniste Lila se lance dans une quête pour retrouver sa mémoire et purifier les Homonculus corrompus qui ont envahi le royaume de Brumeterre.

## Trame
Ender Magnolia se déroule des décennies après son prédécesseur Ender Lilies dans le même monde. Le jeu se déroule dans le pays de Brumeterre, où des « formes de vie artificielles semblables à des machines » appelées Homunculi ont été construites pour servir le royaume. Ces Homunculi ont été corrompus par un gaz toxique souterrain, qui les a fait sombrer dans la folie et la violence. Lila, la protagoniste, est une « Accordeuse », un groupe de personnes ayant la capacité de purifier les Homunculi corrompus. Dès le début de son périple, Lila fait équipe avec une Homunculi nommée Nora et part à la rescousse du royaume.

## Système de jeu
Ender Magnolia: Bloom in the Mist est un Metroidvania à défilement latéral en 2D. Le joueur contrôle l'héroïne Lila et parcourt le monde du jeu en combinant exploration et combat. Au fur et à mesure que le joueur progresse dans le jeu, il collecte des améliorations et de nouvelles capacités qui lui permettent d'accéder à de nouvelles parties du monde du jeu. De la même manière qu'avec Lily, la protagoniste du jeu précédent Ender Lilies, Lila ne s'engage pas directement dans le combat et invoque des compagnons Homunculi pour combattre. Lorsque Lila bat des Homunculus corrompus au combat, ils peuvent alors être purifiés et deviennent des alliés invocables qui lui octroient de nouvelles compétences.

## Développement
Ender Magnolia : Bloom in the Mist a été annoncé pour Nintendo Switch avec une bande-annonce le 21 février 2024 lors d'un Nintendo Direct : Partner Showcase. Il a également été confirmé plus tard que le jeu serait porté sur Microsoft Windows, Xbox Series X/S, PlayStation 4 et PlayStation 5.
Ender Magnolia : Bloom in the Mist est sorti en accès anticipé sur Steam le 25 mars 2024. La version complète du jeu est sortie le 22 janvier 2025.

## Accueil critique
Ender Magnolia : Bloom in the Mist a reçu une note globale de 89/100 sur Metacritic, indiquant des « critiques généralement favorables ».
En testant la version en accès anticipé sur PC, Ryan Radcliff de RPGamer a commenté : « Ender Magnolia semble être une suite solide, et les fans qui veulent profiter de batailles difficiles avec des tonnes de variété, ainsi que des récompenses amusantes pour l'exploration, devraient certainement marquer ce jeu sur leur liste de souhaits. »  Chris Shive de Hardcore Gamer a également eu un avis favorable de la version en accès anticipé, citant entre autres des améliorations de la durée de vie de cet opus par rapport au jeu précédent. Marcus Stewart de Game Informer a fait l'éloge de la direction artistique et du combat du jeu, tout en commentant que l'histoire était « intéressante ».